# Xanthocalanus propinquus
Xanthocalanus propinquus is een eenoogkreeftjessoort uit de familie van de Phaennidae. De wetenschappelijke naam van de soort werd in 1902 voor het eerst geldig gepubliceerd door Georg Ossian Sars.